# Unter Verdacht: Der schmale Grat
Der schmale Grat ist ein deutscher Fernsehfilm von Achim von Borries aus dem Jahr 2009. Es handelt sich um die dreizehnte Episode der ZDF-Kriminalfilmreihe Unter Verdacht mit Senta Berger als Dr. Eva Maria Prohacek in der Hauptrolle.

## Handlung
Dr. Eva Maria Prohaceks Vorgesetzter Claus Reiter soll mit seiner Dienstwaffe auf den Internatsschüler Hans Gerber geschossen haben. Reiter gehört zu den Sponsoren der Schule. Prohacek begibt sich zum Internat, wo sie die Lehrer und Schüler über den angeschossenen Hans Gerber befragt. Das Internat hat einen strengen und festgesetzten Ablaufplan, sodass die Schüler kaum in der Lage hätten sein können, unbemerkt die Räumlichkeiten zu verlassen.

## Hintergrund
Der Film wurde vom 13. August 2008 bis zum 30. September 2008 in München und Umgebung gedreht. Die Folge wurde am 14. August 2009 um 20:15 Uhr auf arte erstausgestrahlt.

## Kritik
Die Kritiker der Fernsehzeitschrift TV Spielfilm vergaben dem Film die bestmögliche Wertung, sie zeigten mit dem Daumen nach oben. Sie sahen eine  „vertrackte Story, verwoben mit einem hypnotischen Soundteppich: spannend“ und konstatierten: „Knifflige, atmosphärisch inszenierte Story“.